# Nicola Pasetto
Nicola Pasetto (Verona, 20 giugno 1961 – Verona, 29 marzo 1997) è stato un politico italiano.

## Biografia
Iscritto a 14 anni al Fronte della Gioventù, nel 1979 è segretario provinciale di Verona, e nel 1980 è eletto consigliere comunale del MSI, tra i più giovani d'Italia. La sera del 4 aprile 1981 Pasetto fu coinvolto in una rissa tra attacchini di opposti schieramenti; arrestato e tradotto in cella per circa un mese finché fu assolto nel seguente processo.
Negli anni '80 fa parte della Direzione nazionale e dell'esecutivo del Fronte della Gioventù.
Laureatosi in giurisprudenza e sposatosi nel 1991 con Roberta Benedetti, Pasetto resta nel consiglio comunale della città scaligera sino al 1992, quando è eletto alla Camera dei deputati per il Movimento Sociale Italiano, nella circoscrizione VII - Veneto 1. In quella legislatura è componente della commissione Finanze.
Viene rieletto alla Camera nel 1994 e riconfermato nel 1996, per Alleanza Nazionale. Il 20 ottobre 1994 fu protagonista di una celebre rissa che si svolse in Parlamento tra deputati missini e di Rifondazione Comunista.
Durante la XI legislatura è componente della commissione permanente Finanze e della commissione speciale per l'esame dei progetti sull'immunità parlamentare.
Nella XII legislatura è componente della commissione permanente Giustizia, e nella XIII componente della commissione permanente Affari sociali.
Muore il 29 marzo 1997 all'età di 35 anni in un incidente stradale sull'Autostrada Serenissima.

## Dediche e intitolazioni
Dal 2008 su iniziativa del gruppo consiliare di Alleanza Nazionale, gli viene intitolato un tratto del lungadige di Verona.
Il gruppo di musica alternativa La Compagnia dell'Anello gli ha dedicato la canzone Vivere davvero, il cui testo fu scritto dall'amico Ciro Maschio.
A lui è intitolato anche il campo comunale di San Giovanni lupatoto sede della società ASD Pozzo.